# Galium cornigerum
Galium cornigerum là một loài thực vật có hoa trong họ Thiến thảo. Loài này được Boiss. & Hausskn. mô tả khoa học đầu tiên năm 1875.